# Rally Challenge 2000
Rally Challenge 2000 és un videojoc de curses per la Nintendo 64, va ser llançat el 2000. No es va llançar al territori PAL (ni a Europa ni a Austràlia). Es pot jugar en mode un sol jugador i multijugador alhora fins a quatre.
El videojoc té predecessor però només va ser llançat el Japó el 1999 com a Rally '99, amb menys gràfics que aquest.
Els jugadors poden jugar en aquestes pistes:
Easy (fàcil) - Austràlia, Espanya, Gran Bretanya
Medium (mitjà) - Itàlia, Brasil, França
Expert (difícil) - Alemanya, Canadà, EUA
Els jugadors poden jugar en aquests cotxes (tots són reals):
Mitsubishi Lancer Evolution IV (Japó), Subaru Impreza WRC (Japó), Toyota Corolla WRC (Japó), Nissan Almera Kit Car (Japó), SEAT Cordoba WRC (Espanya), Skoda Octavia (República Txeca), Volkswagen Golf GTI (Alemanya), Proton Wira (Malàisia), Hyundai Coupe Evo II (Corea del Sud)